# San Marino all'Eurovision Song Contest
San Marino ha debuttato all'Eurovision Song Contest nell'edizione del 2008 e vi ha poi partecipato senza interruzioni a partire da quella del 2011. La partecipazione è curata dall'azienda radiotelevisiva pubblica San Marino RTV.
Il suo miglior risultato è stato il 19º posto in finale conseguito nel 2019 da Serhat con Say Na Na Na.

## Storia

### Le prime partecipazioni

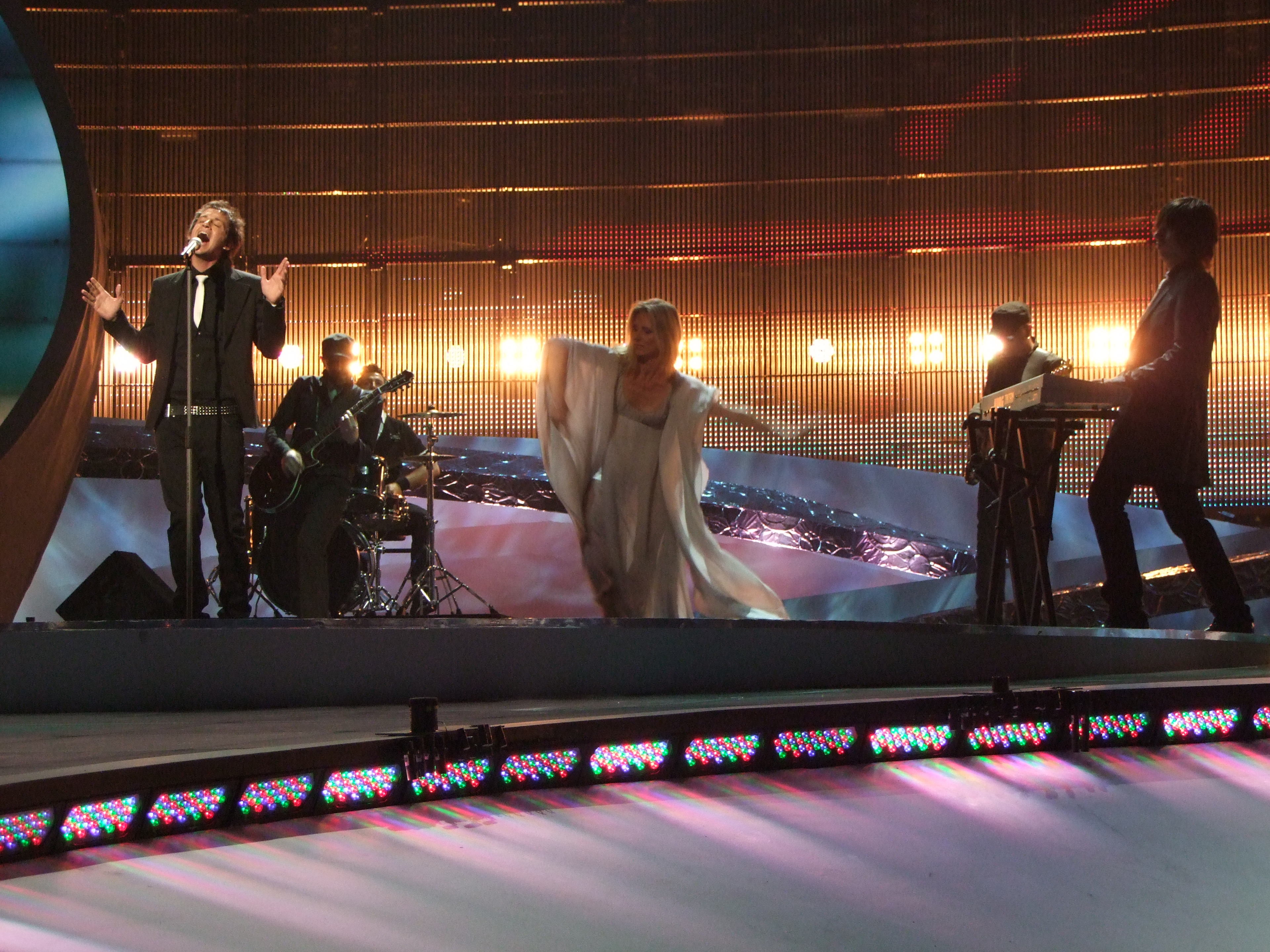
I Miodio durante la prima semifinale dell'Eurovision Song Contest 2008

L'azienda radiotelevisiva pubblica San Marino RTV è entrata a far parte dell'Unione europea di radiodiffusione (UER) nel 1995 ma ha iniziato a mostrare interesse nella partecipazione all'Eurovision Song Contest solo nel 2007, inviando una richiesta ufficiale per prendere parte all'edizione del 2008 previa approvazione del proprio consiglio di amministrazione, che comprendeva anche rappresentanti dell'emittente italiana Rai (che aveva rinunciato a partecipare al festival musicale europeo nel 1997). L'emittente radiotelevisiva ha confermato la propria partecipazione nel novembre 2007; successivamente Alessandro Capicchioni, capo della delegazione sammarinese, ha spiegato che il piccolo Stato aveva deciso di prendere parte alla manifestazione con l'obiettivo di promuovere il turismo.
Per il proprio debutto, tra oltre 50 proposte provenienti da vari paesi dell'Europa, San Marino RTV selezionò internamente il gruppo italo-sammarinese Miodio; il gruppo, che prese parte all’Eurovision con il brano Complice, si classificò solo all'ultimo posto nella semifinale dell'evento. Nonostante un'iniziale intenzione di tornare per l'edizione del 2009, San Marino RTV ha poi annunciato il proprio ritiro per difficoltà nel reperire i fondi necessari alla partecipazione e anche per l'edizione del 2010, sebbene il Titano avesse accettato di inviare il duo italiano Paola & Chiara, il paese dovette rinunciare per difficoltà economiche.

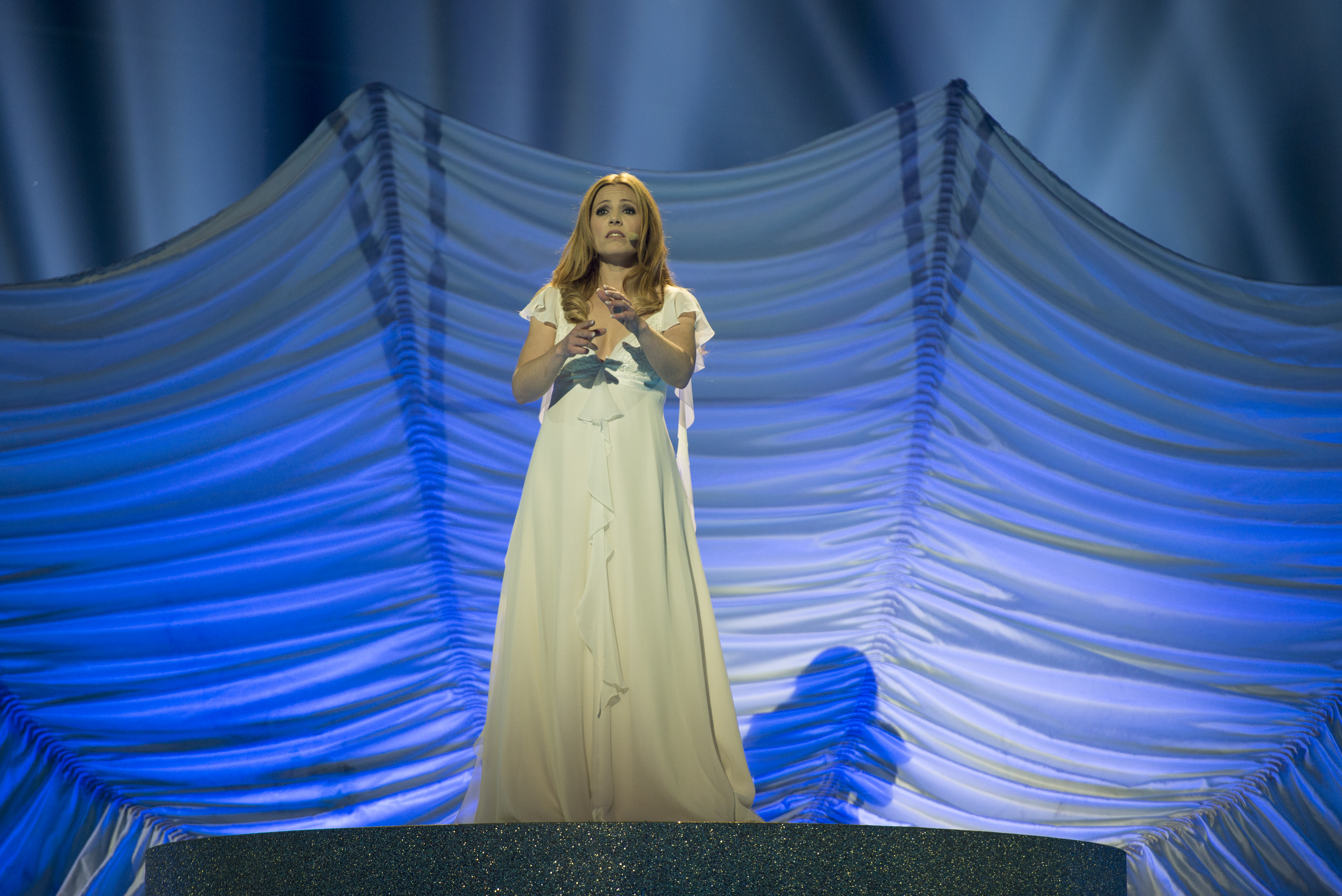
Valentina Monetta durante le prove per l'Eurovision Song Contest 2014

In concomitanza col ritorno dell'Italia, il paese ha confermato la sua partecipazione all'Eurovision Song Contest 2011, selezionando internamente la cantante italiana di origini eritree Senhit con la sua Stand By, che tuttavia non riuscì a qualificarsi per la finale. Per i successivi tre anni, il Titano selezionò internamente la sammarinese Valentina Monetta: per il 2012 fu scelto il brano Facebook Uh Oh Oh - che, a causa dei richiami al noto social network, dovette essere modificato in The Social Network Song- non riuscendo comunque a qualificarsi per la finale dell'evento; per il 2013 fu selezionato il brano Crisalide (Vola) che nonostante il discreto successo tra i fan della manifestazione rimase in semifinale; è nel 2014 che la Monetta riuscì a qualificarsi per la finale con Maybe (Forse), classificandosi al 24º posto.

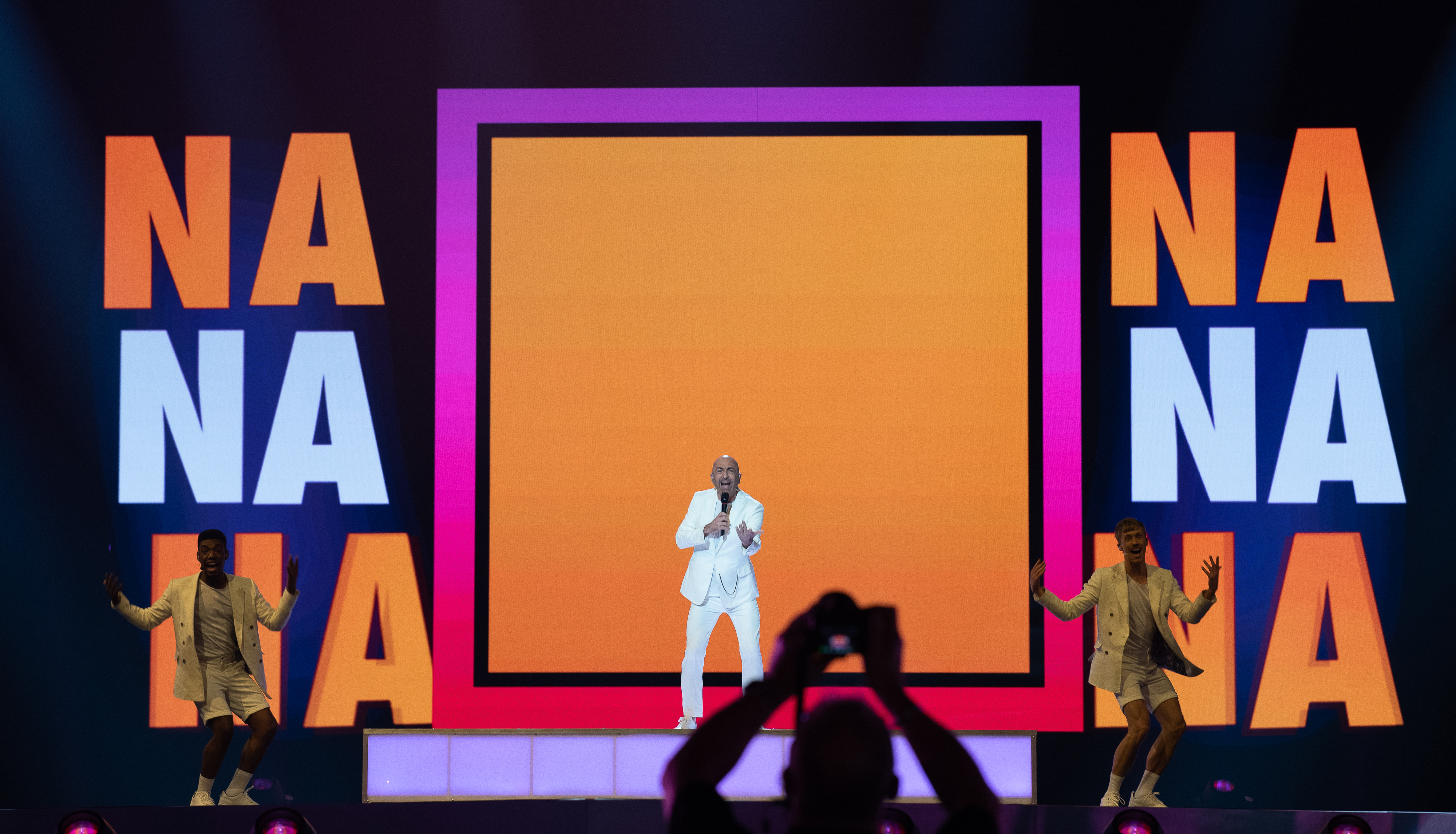
Serhat durante le prove per l'Eurovision Song Contest 2019

Il piccolo successo del paese ebbe tuttavia breve durata dato che San Marino rimase in semifinale per le quattro edizioni successive, ottenendo un altro ultimo posto in semifinale nel 2017; anche nel 2018, nonostante il Titano avesse scelto di organizzare una selezione nazionale in collaborazione col sito web 1in360, San Marino venne eliminato in semifinale.
In occasione della decima partecipazione alla manifestazione, nel 2019 per rappresentare il Titano fu nuovamente scelto il cantante turco Serhat, già rappresentante di San Marino nel 2016, col brano dance Say Na Na Na, che valse al paese la seconda qualificazione alla finale, chiusa al 19º posto. Per l'anno successivo il paese scelse nuovamente, attraverso un processo di voto online, Senhit, poi riconfermata per l'edizione del 2021 in seguito alla cancellazione dell'Eurovision Song Contest 2020 a causa della pandemia di COVID-19. In questa occasione la cantante, insieme al rapper statunitense Flo Rida, riuscì a qualificarsi per la finale, classificandosi al 22º posto, e il Titano ricevette, per la prima volta nella sua storia all' Eurovision, 12 punti da una giuria, precisamente da quella della Polonia.

### Dal 2022:Una voce per San Marino e San Marino Song Contest
Dal 2022 il Titano opta nuovamente per l'organizzazione di una selezione nazionale, dal nome Una voce per San Marino. A vincere le prime tre edizioni del festival sono stati Achille Lauro, i Piqued Jacks e il gruppo spagnolo Megara. Tuttavia, la qualificazione per la finale non è riuscita a nessuna delle tre proposte, che si sono classificate, nelle rispettive semifinali, al 14º posto (nel 2022 e nel 2024) e al 16º posto (nel 2023).
Dal 2025, la selezione è stata rinominata in San Marino Song Contest. A vincere l'edizione è stato il disc jockey italiano Gabry Ponte con il brano Tutta l'Italia, già jingle ufficiale del Festival di Sanremo 2025. Il brano riesce a passare la semifinale dopo 4 anni, ma in finale si classifica all'ultimo posto con 27 punti.

## Partecipazioni
- Primo posto
- Secondo posto
- Terzo posto
- Ultimo posto

| Anno                                    | Artista                            | Canzone                                  | Lingua            | Posizione           | Posizione           | Posizione           | Posizione           |
| Anno                                    | Artista                            | Canzone                                  | Lingua            | Finale              | Punti               | Semi                | Punti               |
| --------------------------------------- | ---------------------------------- | ---------------------------------------- | ----------------- | ------------------- | ------------------- | ------------------- | ------------------- |
| 2008                                    | Miodio                             | Complice                                 | Italiano          | Non qualificato     | Non qualificato     | 19º                 | 5                   |
| Nessuna partecipazione dal 2009 al 2010 |                                    |                                          |                   |                     |                     |                     |                     |
| 2011                                    | Senhit                             | Stand By                                 | Inglese           | Non qualificato     | Non qualificato     | 16º                 | 34                  |
| 2012                                    | Valentina Monetta                  | The Social Network Song (Oh Oh-Uh-Oh Oh) | Inglese           | Non qualificato     | Non qualificato     | 14º                 | 31                  |
| 2013                                    | Valentina Monetta                  | Crisalide (Vola)                         | Italiano          | Non qualificato     | Non qualificato     | 11º                 | 47                  |
| 2014                                    | Valentina Monetta                  | Maybe (Forse)                            | Inglese           | 24º                 | 14                  | 10º                 | 40                  |
| 2015                                    | Michele Perniola & Anita Simoncini | Chain of Lights                          | Inglese           | Non qualificato     | Non qualificato     | 16º                 | 11                  |
| 2016                                    | Serhat                             | I Didn't Know                            | Inglese           | Non qualificato     | Non qualificato     | 12º                 | 68                  |
| 2017                                    | Valentina Monetta & Jimmie Wilson  | Spirit of the Night                      | Inglese           | Non qualificato     | Non qualificato     | 18º                 | 1                   |
| 2018                                    | Jessika feat. Jenifer Brening      | Who We Are                               | Inglese           | Non qualificato     | Non qualificato     | 17º                 | 28                  |
| 2019                                    | Serhat                             | Say Na Na Na                             | Inglese           | 19º                 | 77                  | 8º                  | 150                 |
| 2020                                    | Senhit                             | Freaky!                                  | Inglese           | Edizione cancellata | Edizione cancellata | Edizione cancellata | Edizione cancellata |
| 2021                                    | Senhit feat. Flo Rida              | Adrenalina                               | Inglese           | 22º                 | 50                  | 9º                  | 118                 |
| 2022                                    | Achille Lauro                      | Stripper                                 | Italiano, inglese | Non qualificato     | Non qualificato     | 14º                 | 50                  |
| 2023                                    | Piqued Jacks                       | Like an Animal                           | Inglese           | Non qualificato     | Non qualificato     | 16º                 | 0                   |
| 2024                                    | Megara                             | 11:11                                    | Spagnolo          | Non qualificato     | Non qualificato     | 14º                 | 16                  |
| 2025                                    | Gabry Ponte                        | Tutta l'Italia                           | Italiano          | 26º                 | 27                  | 10º                 | 46                  |
| 2026                                    |                                    |                                          |                   |                     |                     |                     |                     |

Note
1. ↑  Nel 2023, Romania e San Marino hanno totalizzato entrambi 0 punti ciascuna nella semifinale, ma la Romania si è classificata avanti rispetto a San Marino a causa della procedura di spareggio che, secondo le regole, favorisce la canzone eseguita prima nell'ordine di esibizione. Pertanto San Marino si è di fatto classificato all'ultimo posto.

## Statistiche di voto
Fino al 2025, le statistiche di voto di San Marino sono:
| # | Stato   | Punti |
| - | ------- | ----- |
| 1 | Italia  | 165   |
| 2 | Grecia  | 101   |
| 3 | Ucraina | 72    |
| 4 | Israele | 69    |
| 5 | Svezia  | 63    |

| # | Stato       | Punti |
| - | ----------- | ----- |
| 1 | Albania     | 23    |
| 2 | Italia      | 21    |
| 3 | Georgia     | 17    |
| 4 | Azerbaigian | 16    |
| 5 | Grecia      | 13    |

| # | Stato    | Punti |
| - | -------- | ----- |
| 1 | Grecia   | 177   |
| 2 | Italia   | 165   |
| 3 | Svezia   | 117   |
| 4 | Ucraina  | 93    |
| 5 | Moldavia | 92    |

| # | Stato       | Punti |
| - | ----------- | ----- |
| 1 | Albania     | 68    |
| 2 | Azerbaigian | 52    |
| 3 | Malta       | 51    |
| 4 | Italia      | 48    |
| 5 | Georgia     | 47    |

## Trasmissione dell'evento
San Marino RTV ha sempre trasmesso l'evento nella sua integralità, compresa la semifinale in cui non possiede il diritto di voto, a partire dal 2008 e fatta eccezione per le due edizioni a cui non ha preso parte (2009 e 2010). Oltre che sul canale televisivo, l'evento viene trasmesso anche via radio e streaming online, con il commento in lingua italiana dei conduttori radiofonici Anna Gaspari (che dal 2025 ha sostituito Lia Fiorio) e Gigi Restivo.
Nel 2014, tramite la trasmissione streaming sul sito dell'emittente, è stato fornito il commento anche in lingua inglese da parte del britannico John Kennedy O'Connor e dalla statunitense Jamarie Milkovic, collegati in diretta da Copenaghen, l'anno dopo invece il medesimo servizio è stato disponibile solo per la seconda semifinale.
Per il 2020, dopo la cancellazione dell'evento, San Marino RTV ha trasmesso uno show speciale dal titolo Eurovision 2020: Una serata in musica sempre condotto da Lia Fiorio e Restivo, seguito il giorno successivo dallo show Eurovision: Europe Shine a Light nella versione di Rai 1 col commento di Flavio Insinna e Federico Russo. L'anno successivo invece, dopo la trasmissione della serata finale, è stata trasmessa in lingua originale il film Netflix dedicato all'evento: Eurovision Song Contest - La storia dei Fire Saga.
| Anno | Commentatori         | Commentatori         | Commentatori                             | Trasmissione         | Portavoce             |
| Anno | Lingua italiana      | Lingua italiana      | Lingua inglese                           | Trasmissione         | Portavoce             |
| ---- | -------------------- | -------------------- | ---------------------------------------- | -------------------- | --------------------- |
| 2008 | Lia Fiorio           | Gigi Restivo         | –                                        | San Marino RTV       | Roberto Moretti       |
| 2009 | Nessuna trasmissione | Nessuna trasmissione | Nessuna trasmissione                     | Nessuna trasmissione | Non partecipante      |
| 2010 | Nessuna trasmissione | Nessuna trasmissione | Nessuna trasmissione                     | Nessuna trasmissione | Non partecipante      |
| 2011 | Lia Fiorio           | Gigi Restivo         | –                                        | San Marino RTV       | Nicola Della Valle    |
| 2012 | Lia Fiorio           | Gigi Restivo         | –                                        | San Marino RTV       | Monica Fabbri         |
| 2013 | Lia Fiorio           | Gigi Restivo         | –                                        | San Marino RTV       | John Kennedy O'Connor |
| 2014 | Lia Fiorio           | Gigi Restivo         | John Kennedy O'Connor e Jamarie Milkovic | San Marino RTV       | Michele Perniola      |
| 2015 | Lia Fiorio           | Gigi Restivo         | John Kennedy O'Connor                    | San Marino RTV       | Valentina Monetta     |
| 2016 | Lia Fiorio           | Gigi Restivo         | John Kennedy O'Connor                    | San Marino RTV       | Irol                  |
| 2017 | Lia Fiorio           | Gigi Restivo         | –                                        | San Marino RTV       | Lia Fiorio            |
| 2018 | Lia Fiorio           | Gigi Restivo         | –                                        | San Marino RTV       | John Kennedy O'Connor |
| 2019 | Lia Fiorio           | Gigi Restivo         | –                                        | San Marino RTV       | Monica Fabbri         |
| 2021 | Lia Fiorio           | Gigi Restivo         | –                                        | San Marino RTV       | Monica Fabbri         |
| 2022 | Lia Fiorio           | Gigi Restivo         | –                                        | San Marino RTV       | Labiuse               |
| 2023 | Lia Fiorio           | Gigi Restivo         | –                                        | San Marino RTV       | John Kennedy O'Connor |
| 2024 | Lia Fiorio           | Gigi Restivo         | –                                        | San Marino RTV       | Kida                  |
| 2025 | Anna Gaspari         | Gigi Restivo         | –                                        | San Marino RTV       | Senhit                |